# Capsodes
Capsodes is een geslacht van wantsen uit de familie blindwantsen. Het geslacht werd voor het eerst wetenschappelijk beschreven door Anders Gustaf Dahlbom in 1851.

## Soorten
Het genus bevat de volgende soorten:

- Capsodes bicolor (Fieber, 1864)
- Capsodes flavomarginatus (Donovan, 1798)
- Capsodes gothicus (Linnaeus, 1758)
- Capsodes leveillei (Puton, 1887)
- Capsodes mat (Rossi, 1790)
- Capsodes pauperatus (Reuter, 1896)
- Capsodes pygmaeus Wagner, 1959
- Capsodes robustus Wagner, 1951
- Capsodes sulcatus (Fieber, 1861)
- Capsodes vittiventris (Puton, 1883)